# Møllehøj
Møllehøj er Danmarks højeste naturlige jordpunkt. Møllehøj er 170,86 meter høj (DVR90), og ligger i Ejer Bjerge i Skanderborg Kommune tæt ved Ejer Bavnehøj. Toppen af Møllehøj er markeret af en møllesten, et levn fra Ejer mølle, en hollandsk vindmølle, der stod på Møllehøj fra 1838 til 1917. Møllen havde otte sider og et løgformet tag.
Højen blev først alment kendt i februar 2005, da nye opmålinger påviste, at den er det højeste punkt. Indtil da havde man troet, at enten Yding Skovhøj i Horsens Kommune eller Ejer Bavnehøj var Danmarks højeste punkt. Disse 2 højdepunkters naturlige højde er imidlertid henholdsvis 9 og 51 cm lavere end Møllehøj.
I samme område er der dog hele 5 menneskeskabte gravhøje fra bronzealderen, som er højere end Møllehøj. Den højest beliggende af disse er gravhøjen Yding Skovhøj i Yding Skov med 172,52 m.
Møllehøj er privat ejet med offentlig adgang via vandrestien Sporet ved Ejer Bjerge, der indgår i Spor i Landskabet. Al parkering henvises til Ejer Bavnehøj.

## Ekstern henvisning
- Højeste punkter og steder Arkiveret 24. maj 2015 hos  Wayback Machine

- Wikimedia Commons har flere filer relateret til Møllehøj

55°58′39″N 9°49′35″Ø / 55.97746°N 9.82633°Ø